# Loki (Marvel Comics)
Pour les articles homonymes, voir Loki (homonymie).
Loki est une divinité et un super-vilain évoluant dans l'univers Marvel de la maison d'édition Marvel Comics. Créé par les scénaristes Stan Lee et Larry Lieber, ainsi que le dessinateur Jack Kirby, le personnage de fiction apparaît pour la première fois dans le comic book Journey into Mystery #85 en octobre 1962.
Le personnage est inspiré de son homologue de la mythologie nordique. Une première adaptation de Loki, différente de celle du personnage actuel, était apparue dans Venus (en) #6, publié par Timely Comics en août 1949.
Loki tient le rôle du pire ennemi de son demi-frère Thor. À la base un super-vilain, il est parfois dépeint comme un anti-héros. Dieu de la tromperie et manipulateur remarquable, c'est un puissant sorcier qui a été adopté par Odin, Loki appartenant à la race des géants des glaces de Jötunheim.
Le personnage a été adapté à l'univers cinématographique Marvel où il est interprété par l'acteur Tom Hiddleston.

## Historique de la publication
Lors de sa première apparition en bande dessinée dans le comic book Venus #6 (paru chez Timely Comics, l'ancêtre de Marvel Comics), la première version du personnage de Loki était présentée de manière erronée comme une divinité olympienne bannie au royaume d'Hadès. Dans Journey into Mystery #85 (octobre 1962, un nouveau Loki, sans aucun lien avec le précédent, est créé par les scénaristes Stan Lee et Larry Lieber et le dessinateur Jack Kirby.
En 2004, le personnage est la vedette d'une mini-série en quatre numéros intitulée Loki, scénarisée par Robert Rodi (en) et dessinée par Esad Ribic.
En février 2014, Loki est le protagoniste principal de la série Loki: Agent of Asgard, scénarisée par Al Ewing (en). Celui-ci a déclaré que, dans cette série, Loki est bisexuel et que de temps en temps il changerait de sexe.

## Biographie du personnage

### Origines et parcours
Loki est le fils de Laufey (en), le roi des géants des glaces de Jötunheim qui mourut lors d'un combat contre Odin, roi des dieux d'Asgard. Ce dernier décida d'adopter Loki et l'éleva aux côtés de son fils biologique, Thor.
Tout au long de son enfance, Loki ne put jamais se faire à sa famille d'adoption. Les Asgardiens valorisaient avant tout le courage, la force et les prouesses martiales, des qualités où Thor le dépassait de très loin. Les talents de Loki reposaient quant à eux dans d'autres domaines, notamment la ruse et la magie. Il se plongea donc dans les arts mystiques, et devint le dieu des Mensonges et de la Tromperie. Sa jalousie pour Thor se mua en haine au fil des années, au point qu'il en vint à souhaiter la mort de son frère adoptif. Ses machinations prirent de plus en plus une tournure machiavélique et dangereuse, au point qu'il passa du surnom de dieu du Mensonge à celui de dieu du Mal.
Peu après l'exil de Thor sur Terre, Loki vint à apprendre par hasard que son demi-frère avait retrouvé la mémoire et menait à présent une carrière de super-héros sur Terre. Décidé à lui nuire, il effectua plusieurs visites sur Terre et intrigua à plusieurs reprises, créant plusieurs nouveaux super-vilains destinés à combattre son demi-frère. L'une de ses ruses, visant à mener Thor dans un combat contre Hulk, se retourna contre lui lorsqu'elle donna naissance à l'équipe des Vengeurs dont Thor devint un membre fondateur,.
Les multiples tentatives de Loki pour éliminer Thor ou s'emparer d'Asgard eurent raison de la patience d'Odin, qui à plusieurs reprises bannit son fils adoptif d'Asgard, malgré le retour constant de ce dernier. À une occasion, le dieu du Mensonge se retrouva exilé sur Terre et changé en humain. Il convainquit son alliée, la Sorcière Karnilla, de lui donner de nouveaux pouvoirs par un enchantement. Cependant, le processus fut interrompu par un délinquant humain, qui acquit alors les pouvoirs à sa place et devint le super-vilain connu comme le Démolisseur. Loki parvint cependant à retrouver ses pouvoirs plus tard.

### Siège
Lors de l'histoire Siege (en), Loki manipule Norman Osborn en menant ses Vengeurs à l'attaque d'Asgard, avec l'intention de faire retourner Asgard à sa place appropriée dans les Neuf royaumes. Cependant, il sous-estime le pouvoir destructeur de Sentry (Robert Reynolds) qui succombe à ses propres ténèbres en devenant Void, une menace bien plus puissante que Loki n’avait imaginée.
Réalisant qu'Asgard est réellement en danger d’être détruite, alors qu’il avait simplement espéré pousser les Asgardiens à quitter la Terre, il s’oppose à Void, récupérant les Pierres des Nornes qu'il avait prêtées à Hood pour affronter le nouvel ennemi. Avec celles-ci, il restaure les héros vaincus qui reprennent le combat mais Void, détectant son action dans cette résurrection, attaque directement Loki. Ce dernier est littéralement déchiqueté devant Thor et ses alliés, et s’excuse de sa conduite auprès de son frère. Thor et les Vengeurs réussissent à venir à bout de Void, son cadavre étant abandonné dans le Soleil par Thor. 
Par la suite, Loki est réincarné dans le corps d'un jeune garçon, surnommé « Lock » (« Serrure » en VF).

## Personnalité
Loki est le dieu de la tromperie. Il excelle dans les domaines de l'illusion et des faux-semblants. Bien qu'il rêve de prendre un jour le trône d'Asgard et de contrôler la Terre, tout ce qu'il recherche vraiment est l'approbation et la reconnaissance de son père adoptif, Odin et de son demi-frère Thor. Solitaire, il ne semble pas avoir de vrais amis.
Loki représente de manière symbolique le pouvoir de l'intelligence et de la magie ; il est l'antithèse et l'ennemi de son demi-frère Thor qui, quant à lui, personnifie la force brute et le courage. En tant que fils naturel de Laufey, le roi des géants des glaces mais élevé par Odin, Loki s'estime lésé et envie la position de son frère adoptif et futur souverain d'Asgard.
Persuadé qu'il est amené à remplir un « destin glorieux », Loki ne rechigne pas, pour atteindre ses objectifs, à faire de temps en temps équipe avec d'autres super-vilains, voire en manipulant d'autres vilains pour qu'ils servent inconsciemment ses buts.

## Pouvoirs, capacités et équipement
Loki appartient à la race des géants des glaces de Jötunheim. Bien qu'il ne possède pas comme ses congénères une stature géante, il est doté d'attributs physiques surhumains propres à sa race, notamment une force, une endurance, une vitesse et une durabilité surhumaines. Il est par ailleurs immunisé contre les maladies et toxines terrestres connues et possède une résistance à la magie et au vieillissement. Son espérance de vie est fortement augmentée (bien qu’il ne soit pas véritablement immortel comme les Olympiens), sa longévité provenant des pommes d'or d'Idunn qu'il a besoin de consommer régulièrement.
Il détient un savoir approfondi dans le domaine de la magie et est très compétent dans la manipulation des forces mystiques pour en obtenir divers effets. Il est également assez compétent au combat, en tout cas suffisamment pour égaler à plusieurs reprises son demi-frère Thor.
En complément de ses pouvoirs et ses talents, Loki est un être malicieux et extrêmement intelligent, maître dans l'art de la tromperie, du mensonge, de la manipulation et des machinations :
- Loki dispose d'une très haute résistance aux blessures physiques et peut même se greffer les parties sectionnées de son propre corps, y compris sa tête[1] ;
- il est capable de soulever (ou d'exercer une pression équivalente à) environ 30 tonnes[1] ;
- en tant que membre de la race des géants des glaces, il est doté de sens plus développés qu'un Asgardien moyen et possède aussi une vision accrue.

Loki est sans doute le plus puissant sorcier d’Asgard. Ses multiples capacités mystiques incluent la métamorphose, la lévitation, la projection astrale, le réarrangement moléculaire, l’émission de décharges d’énergie Eldritch, la télépathie, l’hypnose et la téléportation (également à travers le temps et les autres dimensions). Il possède un grand talent pour les illusions magiques, pouvant créer des images extrêmement convaincantes capables de tromper même Surtur. Il possède aussi des pouvoirs télékinésiques destructeurs. Il peut enfin conférer divers pouvoirs à ses serviteurs à l’aide de sa magie ou accroître les pouvoirs des êtres surhumains. 
Il utilise parfois certains objets magiques, comme les Pierres des Nornes ou des herbes asgardiennes rares, dans le but d’accroître encore ses pouvoirs. Il se sert en général de ces objets ou substances pour développer sa force ou ses capacités mystiques, voire pour conférer une transformation magique permanente comme lorsqu’il transforma Carl « Crusher » Creel en lui donnant des super-pouvoirs, faisant de lui l’Homme-absorbant. Il a aussi utilisé a plusieurs reprises l'armure du Destructeur contre son demi-frère Thor, mais ce dernier s'en est à chaque fois sorti, bien qu'avec difficulté.
En une occasion, Loki a utilisé Crépuscule, l’épée de Surtur, pour transformer magiquement Thor en grenouille.

## Famille
Source : Marvel-world.com
- Laufey (en) (père, mais mère de Loki dans la mythologie nordique)
- Farbauti (mère, mais père de Loki dans la mythologie nordique)
- Sigyn (épouse, séparée)
- Odin Borson (père adoptif)
- Frigga (mère adoptive)
- Thor Odinson (frère adoptif)
- Vidar, Balder, Hermod, Tyr (frères adoptifs)
- Tessa Black (fille)
- Hela (fille, comics)
- le Loup de Fenris (en) (fils)
- le Serpent de Midgard (en) (fils)
- Vali Halfling (fils)
- Arkin (cousin)
- de nombreux autres enfants non identifiés (certains décédés)

Dans les aventures de jeunesse de Loki et de son demi-frère Thor, les deux personnages sont aux prises avec une Hela adulte ; cela  semble contredire le lien de filiation entre Loki et sa fille Hela. Cependant, compte tenu des répétitions successives de l’existence de la dimension d'Asgard, on peut supposer que Loki soit le père d'Hela lors de l’un de ces cycles et que, à partir de là, la déesse ait été ramenée à la vie lors des cycles ultérieurs en étant déjà adulte.

## Publications en recueils
| #                     | Titre                                                           | Sources collectées | Pages totales | Date de publication | ISBN                  |
| Série Loki            |                                                                 | |               |                     |                       |
|                       | Loki                                                            | Loki (vol. 1) #1–4 | 104           | 9 février 2005      | (ISBN 978-0785116523) |
|                       | Thor and Loki Blood Brothers                                    | Loki (vol. 1) #1–4 ; Journey Into Mystery #85 et matériel provenant de Journey Into Mystery #112 (« Tales of Asgard »)                       | 152           | 30 mars 2011        | (ISBN 978-0785149682) |
|                       | Thor The Trials of Loki                                         | Loki (vol. 2) #1–4 | 112           | 27 avril 2011       | (ISBN 978-0785151654) |
| Journey Into Mystery  |                                                                 | |               |                     |                       |
| 1                     | Journey Into Mystery: Fear Itself                               | Journey Into Mystery (vol. 3) #622–626 et matériel provenant de Thor Spotlight (2011) et Fear Itself Spotlight (2011)                        | 136           | 1er février 2012    | (ISBN 978-0785148418) |
| 2                     | Journey Into Mystery: Fear Itself – Fallout                     | Journey Into Mystery (vol. 3) #626.1 ; #627–631                                                                                              | 142           | 28 mars 2012        | (ISBN 978-0785152620) |
| 3                     | Journey Into Mystery: Terrorism Myth                            | Journey Into Mystery (vol. 3) #632–636 | 120           | 25 juillet 2012     | (ISBN 978-0785161066) |
|                       | Journey into Mystery/New Mutants: Exiled                        | Journey Into Mystery (vol. 3) #637–638 ; Exiled #1 et New Mutants (vol. 3) #42–43                                                            | 120           | 14 novembre 2012    | (ISBN 978-0785165408) |
| 4                     | Journey Into Mystery: Manchester Gods                           | Journey Into Mystery (vol. 3) #639–641 | 104           | 5 décembre 2012     | (ISBN 978-0785161073) |
|                       | The Mighty Thor/Journey Into Mystery: Everything Burns          | Journey Into Mystery (vol. 3) #642–645 ; The Mighty Thor #18–22                                                                              | 216           | 29 janvier 2013     | (ISBN 978-0785161684) |
|                       | Journey Into Mystery The Complete Collection 1 by Kieron Gillen | Journey Into Mystery (vol. 3) #622–636 et #626.1                                                                                             | 392           | 4 mars 2014         | (ISBN 978-0785185574) |
|                       | Journey Into Mystery The Complete Collection 2 by Kieron Gillen | Journey Into Mystery (vol. 3) #637–645 ; Exiled #1 ; New Mutants (vol. 3) #42–43 ; The Mighty Thor #18–22                                    | 456           | 9 septembre 2014    | (ISBN 978-0785185741) |
|                       | Loki: Journey Into Mystery by Kieron Gillen Omnibus             | Journey Into Mystery (vol. 3) #622–645 et #626.1 ; Exiled #1 ; New Mutants (vol. 3) #42–43 ; The Mighty Thor #18–22                          | 752           | 15 août 2017        | (ISBN 978-1302908645) |
| Loki: Agent of Asgard |                                                                 | |               |                     |                       |
| 1                     | Loki Agent of Asgard: Trust Me                                  | Loki: Agent of Asgard #1–5 et matériel provenant de All New Marvel Now Point One #1 (2014)                                                   | 120           | 2 septembre 2014    | (ISBN 978-0785189312) |
|                       | Original Sin: Thor and Loki The Tenth Realm                     | Original Sin: Thor and Loki The Tenth Realm #5.1–5.5                                                                                         | 112           | 25 novembre 2014    | (ISBN 978-0785191698) |
| 2                     | Loki Agent of Asgard: I Cannot Tell a Lie                       | Loki: Agent of Asgard #6–11 | 136           | 22 avril 2015       | (ISBN 978-0785193319) |
| 3                     | Loki Agent of Asgard: Last Days                                 | Loki: Agent of Asgard #12–17 | 136           | 23 septembre 2015   | (ISBN 978-0785188193) |
|                       | Loki: Agent of Asgard – The Complete Collection                 | Loki: Agent of Asgard (2014) #1-17 ; Original Sin (en) (2014) #5.1-5.5 et matériel provenant de All-New Marvel NOW! (en) Point One #1 (2014) | 504           | 31 décembre 2019    | (ISBN 978-1302920739) |
| Vote Loki             |                                                                 | |               |                     |                       |
|                       | Vote Loki                                                       | Vote Loki (en) #1–4 ; Journey Into Mystery #85 et matériel provenant de Avengers (vol. 1) #300                                               | 120           | 18 octobre 2016     | (ISBN 978-1302902629) |

## Apparitions dans d'autres médias

### Univers cinématographique Marvel

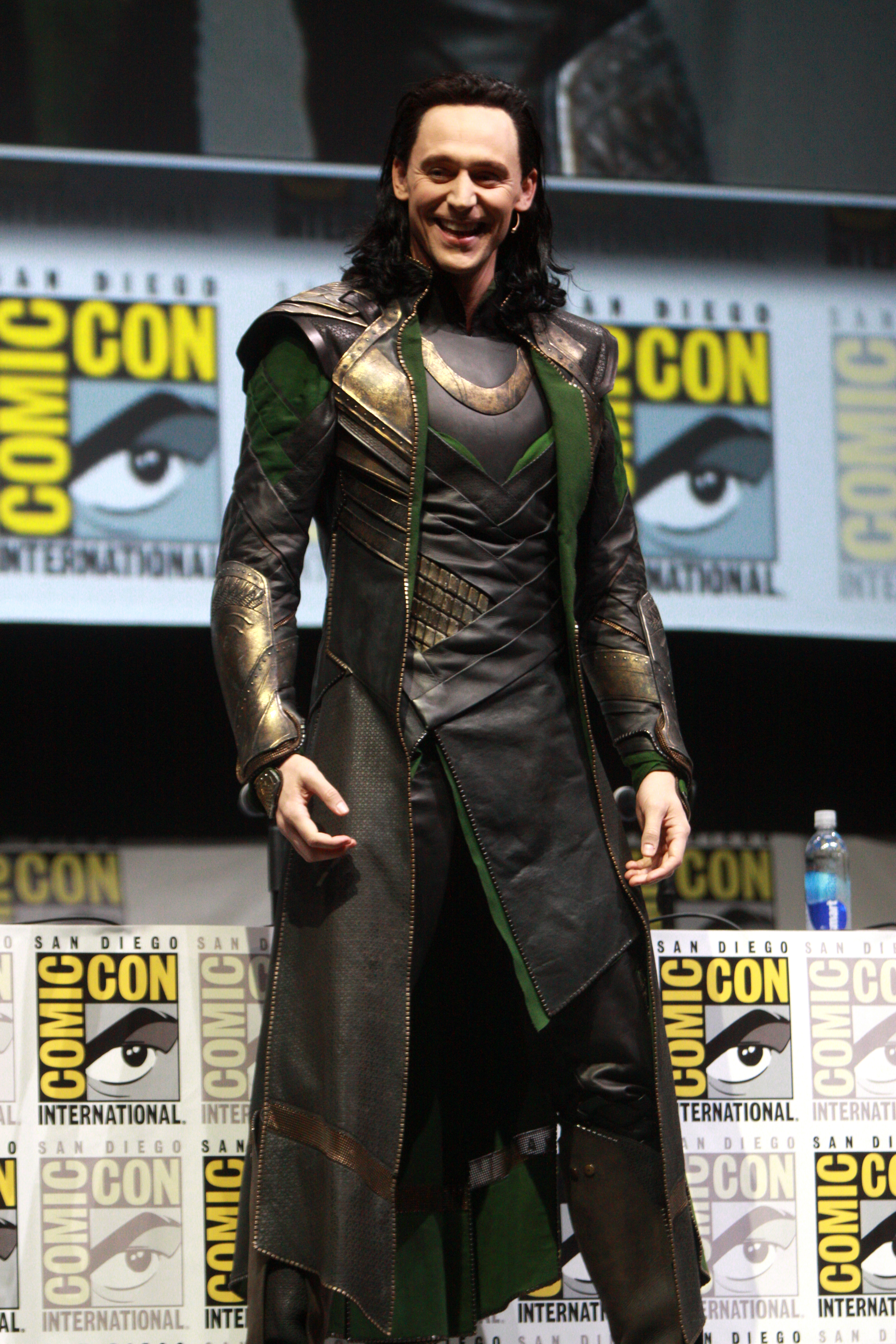
L'acteur Tom Hiddleston incarne Loki dans les films et une série de l'univers cinématographique Marvel.

Le personnage de Loki est présent dans l'univers cinématographique Marvel où il est interprété par l'acteur Tom Hiddleston. Il apparaît notamment dans les films et séries suivants :
- Thor (2011) de Kenneth Branagh.
- Avengers (2012) de Joss Whedon.

Sous l'impulsion du Titan Thanos et aidé des Chitauris, Loki envahit la Terre pour récupérer le Cube cosmique. En cas de victoire, Thanos est supposé laisser à Loki la gouvernance de la planète. Sa tentative est mise en échec par les Avengers. Loki est alors fait prisonnier par Thor qui le ramène dans la prison d'Asgard.
- Thor : Le Monde des ténèbres (2013) d'Alan Taylor.

Loki est toujours détenu dans les geôles d'Asgard. Lorsque les Elfes Noirs attaquent pour mettre la main sur l'Ether, Thor fait le choix de libérer Loki pour qu'il les guide vers les portails secrets entre les royaumes pour se rendre sur Svartalfheim. Loki feint sa mort et pendant que Thor affronte Malekith et les Elfes Noirs sur Terre, il bannit Odin et s'empare du trône d'Asgard, se faisant passer pour son père adoptif.
- Avengers : L'Ère d'Ultron (2015) de Joss Whedon (scènes coupées).
- Thor : Ragnarok (2017) de Taika Waititi.

Loki est vite démasqué par Thor, de retour après deux ans à chercher les Pierres d'Infinité. Odin meurt, permettant la libération de Hela. Thor et Loki fuient sur Sakaar, une planète dépotoir au croisement de plusieurs trous de ver cosmiques, et Loki parvient à s'attirer la sympathie du Grand Maître, dirigeant des lieux.
- Avengers: Infinity War (2018) d'Anthony et Joe Russo.

Dans la scène d'exposition du film, le peuple asgardien est défait par Thanos et l'Ordre Noir. Loki, se disant fils d'Odin et frère de Thor, tente dans un ultime élan de rédemption d'assassiner Thanos, pour qui il avait juré fidélité quelques instants plus tôt. Sa tentative est stoppée nette par Thanos qui l'étrangle et lui brise le cou, le tuant sous le regard dépité et impuissant de son frère adoptif.
- Avengers: Endgame (2019) réalisé par Anthony et Joe Russo (caméo).

Il s'empare du Tesseract et s'enfuit, lors d'une tentative ratée des Avengers de récupérer la pierre en 2012 pendant la bataille de New York . Ce faisant, il crée sa propre chronologie.
- Loki (2021-2023, mini-série Disney+).
- What If...? (2021-2023, série d'animation Disney+)
- Ant-Man et la Guêpe : Quantumania (2023) réalisé par Peyton Reed.
- Avengers: Doomsday (2026) réalisé par Anthony et Joe Russo.

### Films et séries d'animation
- Dans la série d’animation The Marvel Super-Heroes (1966).
- Dans la série d’animation Spider-Man and His Amazing Friends (1981-83, épisode « The Vengeance of Loki »).
- Dans le film d’animation Hulk Vs Thor (2009), il tente avec l'aide du personnage de l'Enchanteresse Amora de créer un nouveau Ragnarök.
- Dans la série télévisée de type anime Marvel Disk Wars: The Avengers (2014).
- Dans la série d’animation Futurs Avengers (2017-2018)

### Jeux vidéo
- Marvel: Ultimate Alliance (2006)